# Ganggalida
Ganggalida eller yukulta är ett utdött australiskt språk med 1 talare. Ganggalida talades i Queensland och tillhörde de pama-nyunganska språken.